# Artvin (circonscription électorale)
La circonscription électorale d'Artvin correspond à la province du même nom et envoie 2 députés à la Grande Assemblée nationale de Turquie.

## Composition
La circonscription d'Artvin est divisée en 9 districts (ilçe). Chaque district est composé d'un chef-lieu et de municipalités (communes et villages).

## Résultats électoraux

### Élections législatives de juin 2015
| Partis                   | Partis                                        | Voix | %   | Sièges | +/-           | Élus             |
| ------------------------ | --------------------------------------------- | ---- | --- | ------ | ------------- | ---------------- |
|                          | Parti de la justice et du développement (AKP) |      |     | 1      |               | İsrafil Kışla    |
|                          | Parti républicain du peuple (CHP)             |      |     | 1      | en stagnation | Uğur Bayraktutan |
|                          |                                               |      |     |        |               |                  |
| Total                    | Total                                         |      | 100 | 2      | en stagnation | -                |
| Inscrits / participation |                                               |      |     |        |               |                  |

### Élections législatives de novembre 2015
| Partis                   | Partis                                        | Voix | %   | Sièges | +/-           | Élus             |
| ------------------------ | --------------------------------------------- | ---- | --- | ------ | ------------- | ---------------- |
|                          | Parti de la justice et du développement (AKP) |      |     | 1      | en stagnation | İsrafil Kışla    |
|                          | Parti républicain du peuple (CHP)             |      |     | 1      | en stagnation | Uğur Bayraktutan |
|                          |                                               |      |     |        |               |                  |
| Total                    | Total                                         |      | 100 | 2      | en stagnation | -                |
| Inscrits / participation |                                               |      |     |        |               |                  |

### Élections législatives de 2018
| Partis                   | Partis                                        | Voix    | %     | Sièges | +/-           | Élus               |
| ------------------------ | --------------------------------------------- | ------- | ----- | ------ | ------------- | ------------------ |
|                          | Parti de la justice et du développement (AKP) | 46 769  | 40,51 | 1      | en stagnation | Ertunç Erkan Balta |
|                          | Parti républicain du peuple (CHP)             | 36 973  | 32,02 | 1      | en stagnation | Uğur Bayraktutan   |
|                          | Le Bon Parti (İYİ)                            | 11 825  | 10,24 | 0      | Nv.           |                    |
|                          | Parti d'action nationaliste (MHP)             | 11 774  | 10,20 | 0      | en stagnation |                    |
|                          | Parti démocratique des peuples (HDP)          | 5 676   | 4,92  | 0      | en stagnation |                    |
|                          | Parti de la félicité (SP)                     | 1 679   | 1,45  | 0      | en stagnation |                    |
|                          | Parti patriote (VATAN)                        | 432     | 0,37  | 0      | en stagnation |                    |
|                          | Parti de la cause libre (HÜDA PAR)            | 329     | 0,28  | 0      | en stagnation |                    |
|                          |                                               |         |       |        |               |                    |
| Total                    | Total                                         | 115 457 | 100   | 2      | en stagnation | -                  |
| Inscrits / participation | Inscrits / participation                      | 131 386 | 87,58 |        |               |                    |

### Élections législatives de 2023
| Partis                   | Partis                                        | Voix    | %     | Sièges | +/-           | Élus             |
| ------------------------ | --------------------------------------------- | ------- | ----- | ------ | ------------- | ---------------- |
|                          | Parti de la justice et du développement (AKP) | 43 865  | 37,17 | 1      | en stagnation | Faruk Çelik      |
|                          | Parti républicain du peuple (CHP)             | 35 257  | 29,88 | 1      | en stagnation | Uğur Bayraktutan |
|                          | Le Bon Parti (İYİ)                            | 15 386  | 13,04 | 0      | en stagnation |                  |
|                          | Parti d'action nationaliste (MHP)             | 11 401  | 9,66  | 0      | en stagnation |                  |
|                          | Nouveau parti de la prospérité (YRP)          | 2 772   | 2,35  | 0      | Nv.           |                  |
|                          | Parti des travailleurs de Turquie (TIP)       | 1 830   | 1,55  | 0      | en stagnation |                  |
|                          | Parti de la victoire (ZP)                     | 1 387   | 1,18  | 0      | Nv.           |                  |
|                          | Parti de la gauche verte (YSP)                | 1 371   | 1,16  | 0      | en stagnation |                  |
|                          | Parti de la patrie (M)                        | 1 352   | 1,15  | 0      | Nv.           |                  |
|                          | Parti de gauche (SOL)                         | 468     | 0,40  | 0      | en stagnation |                  |
|                          | Parti de la grande unité (BBP)                | 461     | 0,39  | 0      | en stagnation |                  |
|                          | Parti de la mère patrie (ANAP)                | 450     | 0,38  | 0      | en stagnation |                  |
|                          | Parti de la justice (AP)                      | 448     | 0,38  | 0      | Nv.           |                  |
|                          | Parti communiste de Turquie (TKP)             | 411     | 0,35  | 0      | en stagnation |                  |
|                          | Parti jeune (GP)                              | 165     | 0,14  | 0      | en stagnation |                  |
|                          | Parti de libération du peuple (HKP)           | 153     | 0,13  | 0      | en stagnation |                  |
|                          | Parti des droits et libertés (HAK)            | 151     | 0,13  | 0      | en stagnation |                  |
|                          | Parti de la nation (MP)                       | 116     | 0,10  | 0      | en stagnation |                  |
|                          | Parti de l'union du pouvoir (GBP)             | 100     | 0,08  | 0      | Nv.           |                  |
|                          | Parti patriote (VATAN)                        | 99      | 0,08  | 0      | en stagnation |                  |
|                          | Mouvement communiste (TKH)                    | 80      | 0,07  | 0      | Nv.           |                  |
|                          | Parti de l'innovation (YP)                    | 28      | 0,02  | 0      | Nv.           |                  |
|                          | Parti de la justice et de l'unité (AB)        | 5       | 0,00  | 0      | Nv.           |                  |
|                          | Parti de la route nationale (MYP)             | 1       | 0,00  | 0      | Nv.           |                  |
|                          | Indépendants (Ind.)                           | 249     | 0,21  | 0      | en stagnation |                  |
|                          |                                               |         |       |        |               |                  |
| Total                    | Total                                         | 118 006 | 100   | 2      | en stagnation | -                |
| Inscrits / participation | Inscrits / participation                      | 132 313 | 88,70 |        |               |                  |